# Юніорська збірна СРСР з хокею із шайбою
Юніорська збірна СРСР з хокею із шайбою  — національна юніорська команда СРСР, що представляла країну на міжнародних змаганнях з хокею із шайбою, існувала до 1991 року. 

## Досягнення
- Чемпіон Європи (12 разів)  - 1967, 1969, 1970, 1971, 1973, 1975, 1976, 1980, 1981, 1983, 1984, 1989.
- Меморіал Івана Глінки (1 раз)  - 1991.

## Результати

### Чемпіонат Європи до 18/19 років
| - 1967 - 1 місце - 1968 - 2 місце - 1969 - 1 місце - 1970 - 1 місце - 1971 - 1 місце - 1972 - 2 місце - 1973 - 1 місце - 1974 - 2 місце - 1975 - 1 місце - 1976 - 1 місце - 1977 - 3 місце - 1978 - 2 місце - 1979 - 3 місце | - 1980 - 1 місце - 1981 - 1 місце - 1982 - 3 місце - 1983 - 1 місце - 1984 - 1 місце - 1985 - 2 місце - 1986 - 4 місце - 1987 - 3 місце - 1988 - 3 місце - 1989 - 1 місце - 1990 - 2 місце - 1991 - 2 місце |